# Catalepis gracilis
Catalepis gracilis là một loài thực vật có hoa trong họ Hòa thảo. Loài này được Stent & Stapf mô tả khoa học đầu tiên năm 1929.